# Irving Reiner
Irving Reiner   (Brooklyn, 8 de febrer de 1924 - Urbana, 28 d'octubre de 1986) va ser un matemàtic estatunidenc.

## Vida i obra
Els seus pares eren jueus, ell austríac i ella russa, immigrats als Estats Units el 1907. El seu idioma matern va ser el ídix. Va der els seus estudis al Brooklyn College, en el qual es va graduar el 1944. L'any 1943, va passar l'estiu a la universitat de Brown, on va conèixer el futur matemàtic Alex Heller, amb qui va mantenir una amistat i una col·laboració duradores. Després de graduar-se va estar a la universitat Cornell en la qual es va doctorar el 1947 i va conèixer Irma Moses, una estudiant de matemàtiques com ell, amb qui es va casar el 1948.
El curs 1947-48 va estar a l'Institut d'Estudis Avançats de Princeton i, a partir de 1948, juntament amb la seva esposa, van ser professor de la universitat d'Illinois a Urbana-Champaign, en la qual va romandre el reste de la seva carrera acadèmica. El darrer anys de la seva vida va estar reclòs a casa seva lluitant contra un càncer del qual va morir el 1986.
El seu camp de recerca va ser la teoria de la representació. A partir de 1955 va estar treballant amb Charles W. Curtis en un llibre, titulat Representation Theory of Finite Groups and Associative Algebras, publicat el 1962 i reeditat nombroses vegades, que es va convertir en el manual estàndard del tema. Reiner va publicar tres llibres més i una vuitantena d'articles científics.